# MCMLXXXIX Tour
MCMLXXXIX Tour è il primo tour che i Pet Shop Boys intrapresero nella loro carriera. Il tour ebbe inizio il 29 giugno 1989 a Hong Kong, dopo ben oltre 4 anni in cui i Pet Shop Boys già erano famosi per le loro canzoni, album e dopo una forte e sempre più crescente richiesta dei fan di intraprendere un tour.
Essenzialmente il tour si suddivise in due fasce, la fascia asiatica e la fascia inglese, per un totale di 14 performance...la cui ultima fu alla Wembley Arena di Londra il 21 luglio dello stesso anno.
Le ultime tre date londinesi vennero filmate e pubblicate nella prima uscita videografica del duo, Highlights.

## Il cast

### Cast
Pet Shop Boys: Neil Tennant, Chris Lowe
Ballerini: Casper, Cooley, Hugo Huizar, Tracey Langran, Jill Robertson, Robia LaMorte
Coristi: Mike Henry, Jay Henry, Carroll Thompson, Juliet Roberts
Musicisti addizionali: Dominic Clarke (tastiere extra), Danny Cummings (percussioni), Courtney Pine (sassofono)
Direttore: Derek Jarman (direttore, designer e regista dei filmati che vennero proiettati durante il tour)

### Brani eseguiti
1. One More Chance
2. Opportunities (Let's Make Lots of Money)
3. Left to My Own Devices
4. Rent
5. Heart
6. Paninaro
7. Love Comes Quickly
8. Later Tonight
9. Nothing Has Been Proved
10. The Sound of the Atom Splitting
11. It's a Sin
12. Shopping
13. Domino Dancing
14. Occupy Your Mind (Interlude)
15. King's Cross
16. Always On My Mind
17. West End Girls
18. It's Alright [2]

## Date

### Gruppo 1: Asia
| Data      | Città     | Nazione  | Luogo               |
| --------- | --------- | -------- | ------------------- |
| 29 giugno | Hong Kong | Cina     | Hong Kong Coliseum  |
| 30 giugno | Hong Kong | Cina     | Hong Kong Coliseum  |
| 4 luglio  | Tokyo     | Giappone | Budokan             |
| 5 luglio  | Tokyo     | Giappone | Budokan             |
| 6 luglio  | Tokyo     | Giappone | Budokan             |
| 8 luglio  | Osaka     | Giappone | Osaka-jō Hall       |
| 9 luglio  | Nagoya    | Giappone | Nagoya Rainbow Hall |

### Gruppo 2: Regno Unito
| Data      | Città      | Nazione     | Luogo                                     |
| --------- | ---------- | ----------- | ----------------------------------------- |
| 13 luglio | Birmingham | Regno Unito | National Exhibition Centre Arena          |
| 14 luglio | Birmingham | Regno Unito | National Exhibition Centre Arena          |
| 15 luglio | Birmingham | Regno Unito | National Exhibition Centre Arena          |
| 17 luglio | Glasgow    | Regno Unito | Scottish Exhibition and Conference Centre |
| 19 luglio | Londra     | Regno Unito | Wembley Arena                             |
| 20 luglio | Londra     | Regno Unito | Wembley Arena                             |
| 21 luglio | Londra     | Regno Unito | Wembley Arena                             |